# Hampala macrolepidota
Hampala macrolepidota és una espècie de peix cipriniforme de la família dels ciprínids.

## Morfologia
Els mascles poden assolir els 70 cm de longitud total.

## Distribució geogràfica
Es troba a les conques dels rius Mekong i Chao Phraya (Península de Malaca i Indonèsia).